# Kalendarium polskiej informatyki
Chronologiczne zestawienie wydarzeń związanych z historią informatyki w Polsce.

## 1948–1959

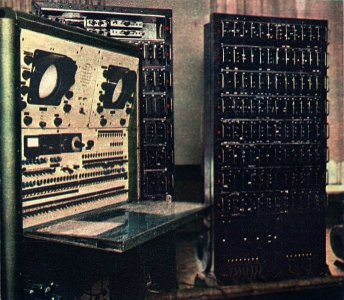
XYZ, pierwszy polski komputer z 1958 roku

- 23 grudnia 1948 – powstała Grupa Aparatów Matematycznych (GAM) w Państwowym Instytucie Matematycznym (PIM) w Warszawie pod kierownictwem Henryka Greniewskiego[1].
- 1950 – Zdzisław Pawlak skonstruował GAM-1, pierwszy polski komputer doświadczalny[2].
- 1953 – utworzono Katedrę Konstrukcji Telekomunikacyjnych i Radiofonii na Politechnice Warszawskiej. Jej kierownikiem został Antoni Kiliński[3].
- 1953 – zespół Leona Łukaszewicza zakończył pracę nad skonstruowaniem Analizatora Równań Różniczkowych[4].
- pocz. 1956 – Romuald Marczyński został kierownikiem Zakładu Aparatów Matematycznych[5].
- 1956 – utworzono Pracownię Obliczeniową w Instytucie Badań Jądrowych PAN pod kierownictwem Marka Greniewskiego[6].
- jesień 1958 – oddano do eksploatacji pierwszy poprawnie działający komputer XYZ[7].
- luty 1959 – utworzono Wrocławskie Zakłady Elektroniczne Mera-Elwro. Jej dyrektorem został Marian Tarnkowski[8].
- 1959 – utworzono Zakład Produkcji Doświadczalnej Maszyn Matematycznych przy ZAM[9].
- 1959 – powstał Zakład Matematyki Stosowanej Instytutu Badań Jądrowych PAN. Jej kierownikiem został Mieczysław Warmus[6].

## 1960–1969

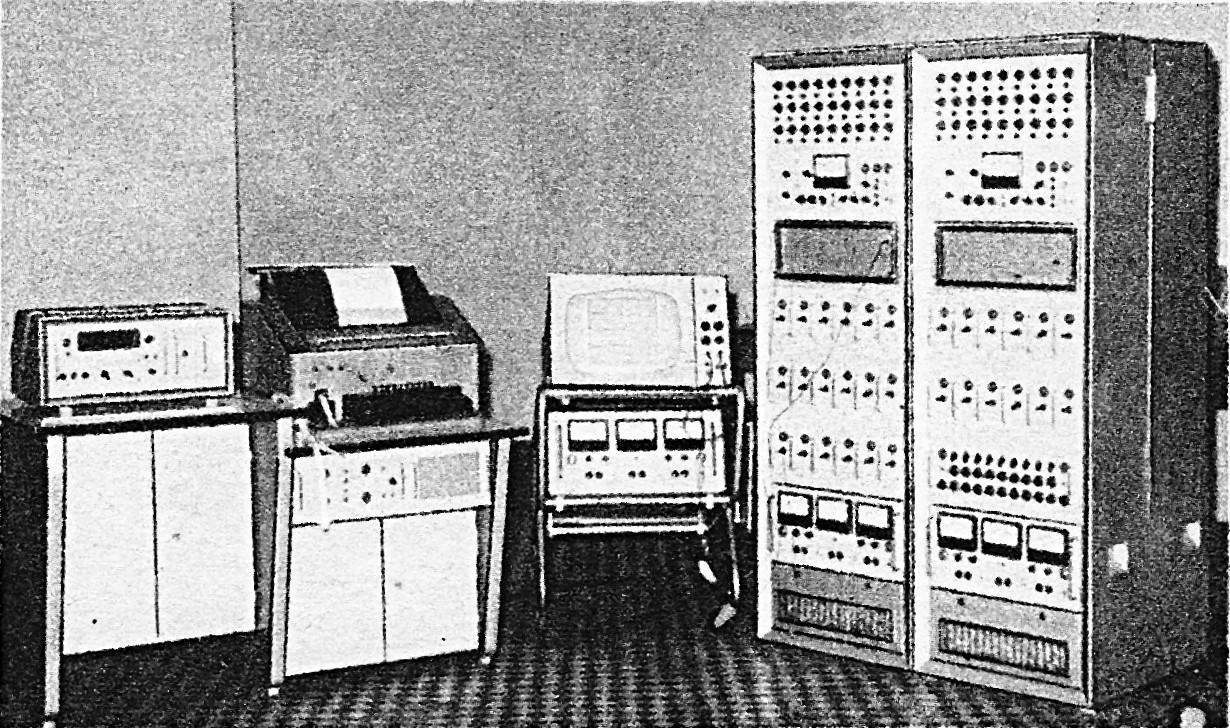
Komputer analogowy ELWAT

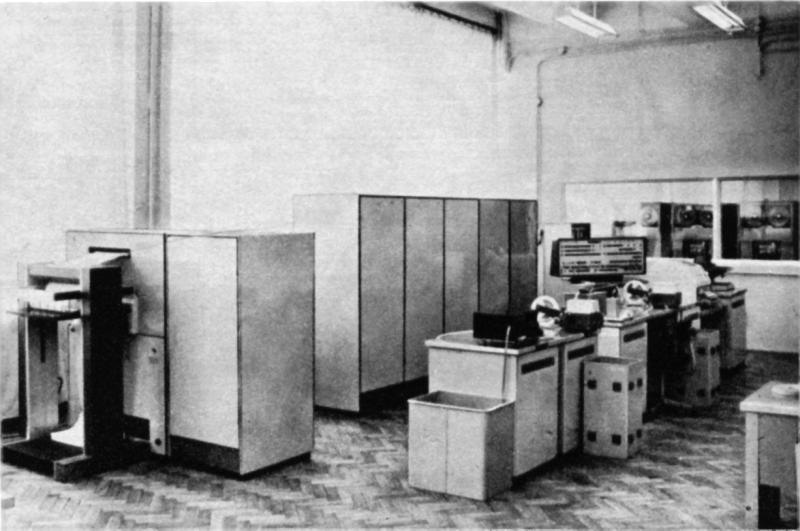
ZAM-41

- 1960 – na Politechnice Warszawskiej skonstruowano prototyp maszyny liczącej UMC 1[6].
- 1961 – powołano Centrum obliczeniowe PAN. Jej dyrektorem został Mieczysław Warmus[6].
- 1961 –uruchomiono pierwszy komputer z serii Odra 1001, produkowany w zakładach Elwro[6].
- 1962 – Centrum obliczeniowe PAN kupiło komputer Urał 2[6].
- 1962 – przekształcono ZAM PAN w Instytut Maszyn Matematycznych PAN (IMM PAN), a ZPDMM w Zakład Doświadczalny (ZD) IMM PAN[10].
- 1962 – utworzenie w Instytucie Matematycznym Uniwersytetu Wrocławskiego Katedry Metod Numerycznych (KMN), w której zainstalowano angielski komputer Elliott 803[11].
- 1963
- 1964 – na Uniwersytecie Warszawskim utworzono Zakład Obliczeń Numerycznych. Zakład był wyposażony w duński komputer GIER. Kierownikiem zakładu został Stanisław Turski[6].
- 1965 – uruchomiono komputer UMC-10[6].
- 1965 – założono pierwsze Zakłady Elektronicznej Techniki Obliczeniowej[6].
- 1967 – Elwro we współpracy z Wojskową Akademią Techniczną rozpoczęto budowę maszyn analogowych ELWAT[12].
- 1967 – rozpoczęto produkcję seryjną komputerów Odra 1204[6].
- 1967 – International Computera Limited i Elwro podpisały porozumienie, na mocy którego rozpoczęto produkcję maszyn zgodnych z komputerem ICL 1904[6].
- 1968 – w Elwro rozpoczęto przygotowania do uruchomienia produkcji maszyn Jednolitego Systemu EMC, w oparciu o komputery S/360 produkowane przez IBM[6].

## 1970–1979

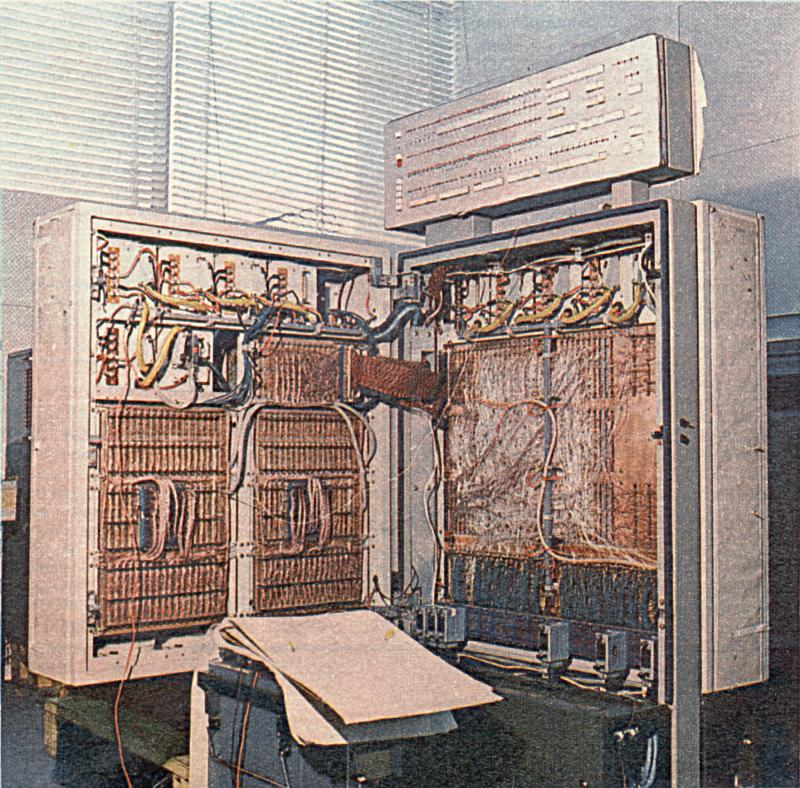
Otwarta jednostka centralna Odra 1305 z ok. 1973 roku

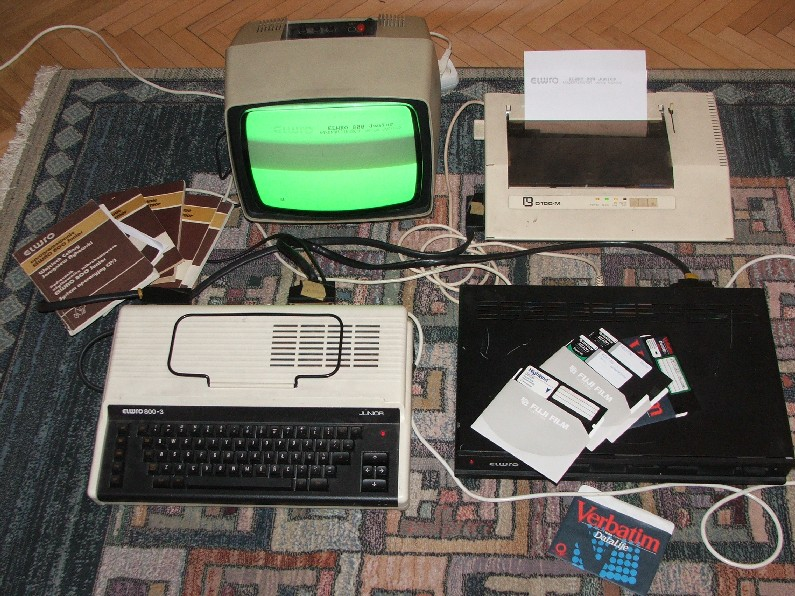
Elwro 800 Junior

- 1971 – rozpoczęto pracę nad stworzeniem Krajowego Systemu Informatycznego[6].
- 1973 – zaprojektowano ośmiobitowy minikomputer MOMIK 8b[13].
- 1974 – w Zakładzie Systemów Minikomputerowych MERA rozpoczęto produkcję komputerów MOMIK 8b[13].
- 1975 – rozpoczęto produkcję minikomputera MKJ-28 pod nazwą SMC-3, a następnie PRS-4[14].
- 1976 – rozpoczęto produkcję minikomputerów Mera 400. Do 1987 roku wyprodukowano 650 egzemplarzy tego komputera[14].

## 1980–1989
- 1981 – powstało Polskie Towarzystwo Informatyczne, pierwszym prezesem został prof. Władysław Marek Turski[15].
- 1981 – na rynek trafił MCY7880, pierwszy polski mikroprocesor[16].
- 1981 – rozpoczęto pracę Międzyuczelnianą Siecią Komputerową[17].
- 1986 – Tadeusz Wilczek i Tomasz Zieliński uruchomili pierwszy BBS[17].
- 1987 – wiosną Jacek Szelożyński uruchomił pierwsze w Polsce połączenie z FidoNet. Jesienią Szelożyński wraz z kilkoma innymi osobami utworzyli polski region sieci FidoNet[17].
- 2 sierpnia 1989 – ukazał się pierwszy numer pisma elektronicznego „Donosy”[18]. Założycielem czasopisma był Ksawery Stojda[17].
- wrzesień 1989 – powstała lista dyskusyjna POLAND-L[17].

## 1990–1999
- 17 maja 1990 – Polska zostaje przyjęta do European Academic Research Network (EARN)[17].
- 17 lipca 1990 – dyrektor Centrum Informatycznego Uniwersytetu Warszawskiego Tadeusz Węgrzynowski wysłał pierwszy e-mail z Polski. Adresatem wiadomości był Andrzej Smereczyński przebywający wówczas w DKEARN, duńskim oddziale EARN[19].
- 5 kwietnia 1991 – powstała Naukowa i Akademicka Sieć Komputerowa (NASK)[17].
- 17 sierpnia 1991  – umowna data podłączenia Polski do Internetu – uruchomiono łącze pomiędzy Wydziałem Fizyki Uniwersytetu Warszawskiego i Uniwersytetem Kopenhaskim[17][20].
- 1992 – Telekomunikacja Polska oddała do użytku sieć pakietową pod nazwą POLPAK[17]
- sierpień 1993 – uruchomiono pierwszy serwer WWW: fuw.edu.pl[17].
- 1995 – powstała Wirtualna Polska, pierwszy polski katalog stron internetowych[21].
- 1996 – Telekomunikacja Polska udostępniła numer telefoniczny 0 20 21 22, umożliwiający każdemu użytkownikowi telefonów stacjonarnych połączenie się z Internetem[22].
- 1997 – rozpoczęto wdrażanie Kompleksowego Systemu Informatycznego Zakładu Ubezpieczeń Społecznych[23].

## 2000–2009
- 15 sierpnia 2000 – udostępniono aplikację Gadu-Gadu[24].
- 2001 – uruchomiono Neostradę[21].
- 2003 – 18 lipca – po 29 latach bezawaryjnego działania kończy pracę przedostatni w Polsce komputer serii Odra
- 11 listopada 2006 – uruchomiono serwis społecznościowy Nasza-klasa[25].
- 14 kwietnia 2008 – została uruchomiona Elektroniczna Platforma Usług Administracji Publicznej (ePUAP)[26].

## 2010–2019
- 2010 – wyłączono ostatni egzemplarz komputera Odra 1305[27].
- 10 września 2015 – zaprezentowano D32PRO, pierwszy polski mikroprocesor 32-bitowy[28].

## Po 2020
- grudzień 2023 – w Akademickim Centrum Komputerowym Cyfronet AGH zainstalowano superkomputer Helios[29].
- 10 lipca 2024 – ogłoszono plany zainstalowania komputera kwantowego EurosQCS-Poland w Poznańskim Centrum Superkomputeowo-Sieciowym[30]/